# Yokohama DeNA BayStars
Yokohama DeNA BayStars (横浜DeNAベイスターズ Yokohama Dī-Enu-Ē Beisutāzu)  là một đội bóng chày chuyên nghiệp thành viên chi giải Central League của Nippon Professional Baseball. CLB lấy sân nhà tại Sân vận động Yokohama, nằm ở trung tâm Yokohama, tỉnh Kanagawa. Đội bóng này được biết đến với nhiều tên gọi khác nhau kể từ khi đi lên chuyên nghiệp vào năm 1950, với cái tên hiện tại được thiết lập vào năm 2011, khi CLB được công ty phần mềm DeNA mua lại.

## Lịch sử